# Фелікс Лансіс Санчес
Фелікс Лансіс Санчес (ісп. Félix Lancís Sánchez; 20 листопада 1900–1976) — кубинський політик, двічі обіймав посаду прем'єр-міністра Куби.
Вивчав медицину в Гаванському університеті. Ще у студентські часи брав активну участь в організаціях, що протистояли режиму Херардо Мачадо.
Обирався сенатором. Обіймав посаду міністра освіти Куби та двічі очолював кубинський уряд (1944—1945 та 1950—1951).